# Varvarivka, Karlivka
Varvarivka (în ucraineană Варварівка) este o comună în raionul Karlivka, regiunea Poltava, Ucraina, formată numai din satul de reședință.

## Demografie
Componența lingvistică a comunei Varvarivka
     Ucraineană (95,92%)
     Rusă (3,09%)
     Alte limbi (0,52%)
Conform recensământului din 2001, majoritatea populației comunei Varvarivka era vorbitoare de ucraineană (95,92%), existând în minoritate și vorbitori de rusă (3,09%).